# Надь, Альберт
Альберт Надь (серб. Алберт Нађ, венг. Nagy Albert; род. 29 октября 1974, Земун, Белград) — югославский и сербский футбольный полузащитник.

## Игровая карьера
Участник чемпионата Европы 2000 и чемпионата мира 2006 года в составе сборной Сербии и Черногории, за которую провёл 45 матчей и забил три мяча. Начинал карьеру в белградском «Партизане», затем играл в Испании за «Реал Бетис», «Реал Овьедо» и «Эльче». В 2002 году вернулся в «Партизан». С 9 августа по ноябрь 2007 года выступал за клуб российской Премьер-лиги «Ростов», который по итогам чемпионата, заняв в нём последнее место, выбыл в первый дивизион. Несмотря на новое предложение от «Ростова», Надь решил покинуть Россию. В январе 2008 года Альберт перешёл в клуб высшей сербской лиги «Чукарички».

## После завершения игровой карьеры
После завершения игровой карьеры Надь работал в «Партизане» на административных должностях. В декабре 2009 года он был назначен спортивным координатором клуба, ответственным за работу скаутов. В мае 2013 года совет директоров клуба назначил Надя спортивным директором «Партизана». Его единственный сезон в этом качестве оказался для клуба крайне неудачным — впервые за семь лет ему не удалось выиграть чемпионат Сербии. В декабре 2013 года был уволен тренер Вук Рашович, а в мае 2014 года ушёл со своей должности и Надь, с которым не стали подписывать новый контракт.